# Zafferana Etnea
Zafferana Etnea – miejscowość i gmina we Włoszech, w regionie Sycylia, w prowincji Katania.
Według danych na rok 2004 gminę zamieszkiwało 8119 osób, 106,8 os./km².